# Sakae-ku
Sakae-ku (栄区?) è uno dei 18 quartieri della città di Yokohama, in Giappone.